# Фронто, Жан
Жан Фронто (фр. Jean Fronteau; 1614, Анжер — 17 апреля 1662, Париж) — французский археолог, богослов и философ.
В 1630 году стал каноником аббатства Всех Святых в Анжере, в 1637 году был назначен преподавателем философии, а в 1639 году богословия в аббатстве св. Женевьевы, занимался созданием библиотеки при аббатстве. Благодаря успешности своих лекций стал канцлером Парижского университета. По подозрению в приверженности к янсенизму выслан из Парижа в 1661 году, став настоятелем монастыря в Бене, однако в 1662 году возвращён обратно в Париж.
Главные работы: «Summa totius philosophiae e D. Thomae Aquinatis doctrina» (Париж, 1640); «Thomas e Kempis vindicatus» (1641); «Ivonis Canotensis Opera omnia» (1647); «Dissertatio philologica de virginitate honorata, erudita, adornata, fecunda» (1651); «Antitheses Augustini et Calvini» (1651); «Kalendarium Romanum nongentis annis antiquius» (1652); «Epistola in qua de jure episcoporum in ecclesias suarum urbium diseritur» (1659); «Φιλοτησία veterum» (1660).